# Trematodon schmidii
Trematodon schmidii là một loài rêu trong họ Bruchiaceae. Loài này được Müll. Hal. mô tả khoa học đầu tiên năm 1853.